# 马克西姆·科林
马克西姆·让-伊夫·科林（法語：Maxime Jean-Yves Colin；1991年11月15日—）是一名法國足球運動員，司職後衛，現時效力法國足球乙級聯賽球會梅斯。

## 球會生涯

### 布羅尼
科林的青訓時期在北部-加来海峡大区數家業餘球會學習踢球，當中阿拉斯和阿维翁是規模較大的球會。他學習踢球初期是司職前鋒，後來改改踢右邊衛。由於科林專注在學業上，因為他從不是球會重點培對象。當他取得法国业士文凭後，便學習了一年醫學，立志成為一名物理治療師。2009年，他轉投法甲球會布羅尼，並在球會預備隊的業餘聯賽中度過一個賽季。2010/11賽季，球會降級至法乙，而科林獲得了球會開出的三年職業合同，轉職為職業球員，即使他在球圈發展不如意，他能在五年內回到大學繼續學業。
2010/11法乙賽季，他共在聯賽上場26次，全是先發身份上場。2011/12賽季，他參加了大約一半的賽事，而球會亦再一次受到降級打擊，新球季降至法國全國聯賽。2012年8月28日法國全國聯賽對格迪爾的比賽，是他最後一次代表布羅尼上場。

### 特魯瓦
2012年9月3日，他轉投法甲球會特魯瓦，效力首季在各項賽事共上場4次，助球季打進法國盃半決賽，但球隊在季末宣告保級失敗。2013/14球季，他在各項賽事共上場42次，助球隊以中游位置完成聯賽。2014/15季末，他替球隊上場3次後便被賣到比利時球會安德列治。

### 安德列治
2014年8月28日，科林與比利時職業聯賽球會安德列治簽下三年合約，在9月13日對利亞斯的比賽中首次上場，最終賽果以2-2打平。节礼日對韋斯達路的比賽，他打進在球會首顆進球，助球隊以4-0大勝。2015年2月19日歐霸盃淘汰賽第一輪對莫斯科迪纳摩的比賽是他首次參加歐洲賽。此外他也助球隊打進2014/15比利時盃決賽，他在7場比賽中參加了6場，但球隊在決賽以2-1輸給布魯日。整個賽季，他在各項賽事共上場24次，助球隊取消來季歐霸盃參賽資格，及在新賽季離隊前上場了1次。由於球隊已有三名右邊衛，這大大限制了他上場時間，加上教練未能保證他上場時間，令他萌生去意。

### 賓福特

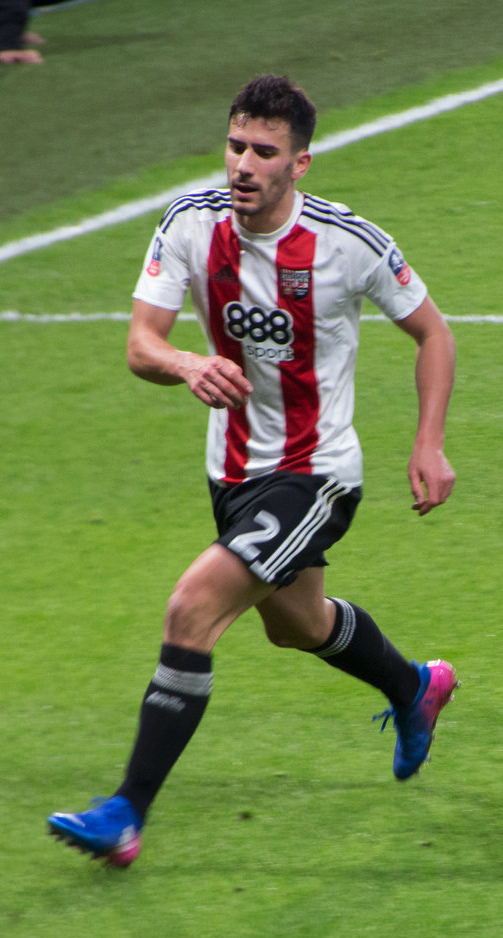
2017年效力賓福特的科林

2015年8月14日，科林轉會至英格蘭足球冠軍聯賽球會布伦特福德並簽約四年。九天後對伯恩利的比賽，他在58分鐘換入首秀，共在接下來的三場比賽先發上場，然而9月中的訓練受傷使他被迫養傷三個月。在4-2擊敗哈德斯菲尔德的比賽中，他重新回到賽場，之後除了二月底的受傷缺席四場比賽外，他獲得了穩定的上場紀錄。
2016/17球季首兩場比賽，他因小腿受傷而缺席。9月27日對雷丁的比賽，他打進在布伦特福德首顆進球，使球隊以4-1大勝，賽季餘下的比賽中他取得另外三顆進球。2017年4月22日他在對女王公园巡游者的比賽中受傷退下，使他賽季提前結束。2017/18球季，球隊簽下新球員右邊衛亨里克·达尔斯高，使他退居第二，及代替受傷的里科·亨利出任他不熟識的左邊衛。

### 伯明翰城
2017年8月31日，他轉投另一英冠球會伯明翰並簽約四年，他是該季第三名由布伦特福德轉投伯明翰的球員。之後作客诺维奇城的比賽，他是球隊中六名首秀球員之一，科林踢了全場及得到一面黃牌，而球隊最終以1-0落敗。他在球隊中主要擔任右邊衛，當乔纳森·格伦德茨受傷時就出任左邊衛，右邊衛則留給隊中青訓小將韦斯·哈丁擔任。
科林在效力伯明翰六個賽季期間，在各項賽事中共上場253次，他是球季在2022/23季末中宣佈釋出六名職業球員之一。

### 梅斯
2023年7月27日，科林與剛晉級至法甲的球會梅斯簽下兩年合約，起初以先發身份上場，但在第三次上場時因為受傷而被迫退下休息兩個月。回到法國首個賽季，他在聯賽共上場22次，全是先發上場，而球隊以第16名完成聯賽，且在兩場降級附加賽中不敵法乙的聖伊天，保級失敗，這兩場比賽中科林都有上場。

## 國家隊生涯
科林曾在2011年代表法國U20參加2011年國際足協U-20世界盃，共上場7次，而法國以第4名完成該賽事。